# Morpho athena
Morpho athena är en fjärilsart som beskrevs av Oter 1966. Morpho athena ingår i släktet Morpho och familjen praktfjärilar. Inga underarter finns listade i Catalogue of Life.